# Fussball Club Wil 1900 2018-2019
Questa voce raccoglie le informazioni riguardanti il Fussball Club Wil 1900 nelle competizioni ufficiali della stagione 2018-2019.

## Stagione
Nella stagione 2018-2019 il Wil, allenato da Konrad Fünfstück e Ciriaco Sforza, concluse il campionato di Challenge League al 5º posto. In Coppa Svizzera il Wil fu eliminato agli ottavi di finale dal Thun.

## Rosa
| N. |                     | Ruolo | Calciatore                |
| -- | ------------------- | ----- | ------------------------- |
| 1  | Svizzera (bandiera) | P     | Živko Kostadinović        |
| 2  | Germania (bandiera) | D     | Kolja Herrmann            |
| 4  | Svizzera (bandiera) | D     | Cédric Gasser             |
| 5  | Giappone (bandiera) | D     | Nikki Havenaar            |
| 6  | Svizzera (bandiera) | C     | Etienne Scholz            |
| 8  | Svizzera (bandiera) | A     | Ivan Audino               |
| 9  | Uruguay (bandiera)  | A     | Sergio Cortelezzi         |
| 11 | Brasile (bandiera)  | A     | Sílvio Carlos de Oliveira |
| 12 | Svizzera (bandiera) | C     | Sandro Lombardi           |
| 14 | Svizzera (bandiera) | D     | Silvano Schäppi           |
| 15 | Svizzera (bandiera) | D     | Michael Gonçalves         |
| 17 | Svizzera (bandiera) | C     | Ajet Sejdija              |
| 19 | Svizzera (bandiera) | D     | Kenzo Schällibaum         |
| 21 | Svizzera (bandiera) | D     | Nicolas Herter            |

| N. |                     | Ruolo | Calciatore             |
| -- | ------------------- | ----- | ---------------------- |
| 22 | Svizzera (bandiera) | D     | Eric Gülünay           |
| 25 | Svizzera (bandiera) | D     | Nick von Niederhäusern |
| 27 | Kosovo (bandiera)   | A     | Rrezart Hoxha          |
| 29 | Svizzera (bandiera) | P     | Luka Đorđević          |
| 30 | Kosovo (bandiera)   | D     | Ismajl Beka            |
| 31 | Svizzera (bandiera) | D     | Dominik Schmid         |
| 32 | Svizzera (bandiera) | C     | Enis Latifi            |
| 36 | Svizzera (bandiera) | D     | Nias Hefti             |
| 42 | Svizzera (bandiera) | P     | Gion Chande            |
| 44 | Svizzera (bandiera) | C     | Magnus Breitenmoser    |
| 91 | Brasile (bandiera)  | C     | Zé Eduardo             |
| 93 | Svizzera (bandiera) | A     | Andelko Savic          |
| 98 | Kosovo (bandiera)   | D     | Fuad Rahimi            |
|    | Svizzera (bandiera) | A     | Gabriel                |

## Organigramma societario
Area tecnica
- Allenatore: Ciriaco Sforza
- Allenatore in seconda:
- Preparatore dei portieri:
- Preparatori atletici:

## Calciomercato

### Sessione estiva
| Acquisti | Acquisti                  | Acquisti         | Acquisti |
| R.       | Nome                      | da               | Modalità |
| -------- | ------------------------- | ---------------- | -------- |
| P        | Gion Chande               | Basilea          |          |
| C        | Ajet Sejdija              | San Gallo II     |          |
| D        | Cédric Gasser             | San Gallo        |          |
| D        | Silvano Schäppi           | Lugano           |          |
| D        | Kolja Herrmann            | Friburgo II      |          |
| A        | Rrezart Hoxha             | Lucerna II       |          |
| D        | Nikki Havenaar            | Horn             |          |
| D        | Átila Araújo Prado        | Cham             |          |
| A        | Sílvio Carlos de Oliveira | Winterthur       |          |
| P        | Luka Đorđević             | San Gallo U18    |          |
| A        | Gabriel                   | Cham             |          |
| C        | Heroid Gjoshi             | Grasshoppers II  |          |
| C        | Pascal Huber              | Brühl            |          |
| C        | Serkan Korkmaz            | Old Boys Basilea |          |
| C        | Feriz Sadiku              | San Gallo U18    |          |

| Cessioni | Cessioni           | Cessioni      | Cessioni |
| R.       | Nome               | a             | Modalità |
| -------- | ------------------ | ------------- | -------- |
| D        | Caine Keller       | Bulle         |          |
| C        | Heroid Gjoshi      | YF Juventus   |          |
| C        | Marko Muslin       | Wohlen        |          |
| A        | Marvin Baumann     | Brühl         |          |
| A        | Gabriel            | YF Juventus   |          |
| A        | Amar Uzunovic      | Gossau        |          |
| D        | Átila Araújo Prado | YF Juventus   |          |
| C        | Pascal Huber       | FC Tägerwilen |          |
| C        | Roberto Alves      | Winterthur    |          |
| D        | Nias Hefti         | San Gallo     |          |
| D        | Granit Lekaj       | Winterthur    |          |
| C        | Shaho Maroufi      | Yverdon       |          |
| C        | Basil Stillhart    | Thun          |          |

### Sessione invernale
| Acquisti | Acquisti       | Acquisti | Acquisti |
| R.       | Nome           | da       | Modalità |
| -------- | -------------- | -------- | -------- |
| D        | Dominik Schmid | Losanna  |          |

| Cessioni | Cessioni | Cessioni | Cessioni |
| R.       | Nome     | a        | Modalità |
| -------- | -------- | -------- | -------- |

## Risultati

### Challenge League

#### Prima fase, girone di andata
| Arbitro: | Piccolo |

|                 |           |  |
| Silvio 56’, 82’ | Marcatori |  |

| Arbitro: | Staubli |

|                              |           |  |
| Tranquilli 13’ Castroman 62’ | Marcatori |  |

| Arbitro: | Hänni |

|                              |           |              |
| Breitenmoser 15’ Schäppi 58’ | Marcatori | 45’ Sauthier |

| Arbitro: | Jancevski |

|                          |           |  |
| Havenaar 17’ Schäppi 66’ | Marcatori |  |

| Arbitro: | Cibelli |

|               |           |                      |
| Schilling 75’ | Marcatori | 77’ (aut.) Schilling |

| Arbitro: | Schärli |

|  |           |                      |
|  | Marcatori | 60’ Hefti 71’ Silvio |

| Arbitro: | Schärli |

|                       |           |           |
| Rahimi 38’ Audino 63’ | Marcatori | 78’ Hadzi |

| Wil 26 settembre 2018, ore 20:00 CEST 8ª giornata | Wil     | 0 – 0 referto | Vaduz | IGP Arena (1 080 spett.)\| Arbitro: \| Piccolo \| |
| Arbitro:                                          | Piccolo |               |       |                                                   |

| Arbitro: | Jancevski |

|                                   |           |                             |
| Monteiro 31’ Gonçalves 37’ (aut.) | Marcatori | 73’ (rig.) Silvio 90’ Savic |

#### Prima fase, girone di ritorno
| Arbitro: | Piccolo |

|                          |           |  |
| Wüthrich 39’ Antunes 90’ | Marcatori |  |

| Arbitro: | Wolfensberger |

|                                              |           |               |
| Alessandrini 11’ (aut.) Savic 83’ Silvio 90’ | Marcatori | 57’ Josipovic |

| Arbitro: | Jancevski |

|                          |           |  |
| Maierhofer 60’ Tasar 90’ | Marcatori |  |

| Arbitro: | Staubli |

|                |           |              |
| Cortelezzi 25’ | Marcatori | 59’ Chihadeh |

| Arbitro: | Schärli |

|  |           |                              |
|  | Marcatori | 8’ Havenaar 41’ Breitenmoser |

| Arbitro: | Tschudi |

|  |           |                       |
|  | Marcatori | 62’ von Niederhäusern |

| Arbitro: | Athbah |

|                       |           |                            |
| von Niederhäusern 62’ | Marcatori | 55’ Helbling 82’ Castroman |

| Winterthur 9 dicembre 2018, ore 15:00 CET 17ª giornata | Winterthur | 0 – 0 referto | Wil | Stadion Schützenwiese (2 800 spett.)\| Arbitro: \| Cibelli \| |
| Arbitro:                                               | Cibelli    |               |     |                                                               |

| Arbitro: | Piccolo |

|  |           |                         |
|  | Marcatori | 35’ Pasche 90’ Oliveira |

#### Seconda fase, girone di andata
| Arbitro: | Hänni |

|                                            |           |            |
| Schneuwly 3’ Neumayr 28’ Jäckle 56’ (rig.) | Marcatori | 80’ Audino |

| Arbitro: | Fähndrich |

|            |           |                  |
| Schmid 24’ | Marcatori | 54’ (rig.) Çiçek |

| Ginevra 16 febbraio 2019, ore 19:00 CET 21ª giornata | Servette | 0 – 0 referto | Wil | Stade de Genève (2 842 spett.)\| Arbitro: \| Klossner \| |
| Arbitro:                                             | Klossner |               |     |                                                          |

| Arbitro: | Schärer |

|                |           |                      |
| Cortelezzi 66’ | Marcatori | 75’ (rig.) Dominguez |

| Arbitro: | Schärli |

|                                             |           |  |
| Turkeš 28’, 54’ Haile-Selassie 63’ Sarr 78’ | Marcatori |  |

| Arbitro: | Erlachner |

|                |           |  |
| Cortelezzi 66’ | Marcatori |  |

| Arbitro: | Schärli |

|                                           |           |                |
| Alessandrini 10’ Gomes 78’ Milinceanu 81’ | Marcatori | 19’ Cortelezzi |

| Arbitro: | Bieri |

|  |           |              |
|  | Marcatori | 51’ Chihadeh |

| Arbitro: | Hänni |

|            |           |            |
| Sutter 50’ | Marcatori | 59’ Audino |

#### Seconda fase, girone di ritorno
| Arbitro: | Gianforte |

|            |           |                   |
| Audino 31’ | Marcatori | 87’ (rig.) Chagas |

| Arbitro: | von Mandach |

|                          |           |  |
| Dominguez 2’ Puertas 38’ | Marcatori |  |

| Arbitro: | Schärli |

|  |           |                                                       |
|  | Marcatori | 3’ Schneuwly 4’ Tasar 39’ (rig.) Jäckle 73’ Karanović |

| Arbitro: | Cibelli |

|             |           |            |
| Lombardi 4’ | Marcatori | 44’ Turkeš |

| Arbitro: | Wolfensberger |

|                            |           |  |
| Hajrović 26’ Sliskovic 83’ | Marcatori |  |

| Arbitro: | Piccolo |

|               |           |                           |
| Seferagic 76’ | Marcatori | 27’ Scholz 53’ Cortelezzi |

| Arbitro: | Staubli |

|                |           |                   |
| Cortelezzi 45’ | Marcatori | 74’ (rig.) Dossou |

| Arbitro: | von Mandach |

|                       |           |  |
| Sessolo 67’ Barry 90’ | Marcatori |  |

| Arbitro: | Horisberger |

|           |           |                             |
| Hefti 23’ | Marcatori | 75’ Josipovic 80’ Belometti |

### Coppa Svizzera
| Arbitro: | Piccolo |

|  |           |                                                 |
|  | Marcatori | 10’ (rig.) Silvio 71’ Hefti 81’ (rig.) Lombardi |

| Arbitro: | Cibelli |

|  |           |                |
|  | Marcatori | 39’ Cortelezzi |

| Wil 31 ottobre 2018, ore 20:00 CET Ottavi di finale                                                                                                | Wil                  | 1 – 1 referto                | Thun | IGP Arena (1 415 spett.) |
| \| \| \| \| \| Savic 76’ \| Marcatori \| 71’ Sorgić \| \| Zé Eduardo Hefti Audino Savic \| Tiri di rigore 2 – 4 \| Sorgić Tosetti Kablan Fatkič \| |                      |                              |      |                          |
| |                      |                              |      |                          |
| Savic 76’ | Marcatori            | 71’ Sorgić                   |      |                          |
| Zé Eduardo Hefti Audino Savic | Tiri di rigore 2 – 4 | Sorgić Tosetti Kablan Fatkič |      |                          |

## Statistiche

### Statistiche di squadra
| Competizione     | Punti | In casa | In casa | In casa | In casa | In casa | In casa | In trasferta | In trasferta | In trasferta | In trasferta | In trasferta | In trasferta | Totale | Totale | Totale | Totale | Totale | Totale | DR  |
| Competizione     | Punti | G       | V       | N       | P       | Gf      | Gs      | G            | V            | N            | P            | Gf           | Gs           | G      | V      | N      | P      | Gf     | Gs     | DR  |
| ---------------- | ----- | ------- | ------- | ------- | ------- | ------- | ------- | ------------ | ------------ | ------------ | ------------ | ------------ | ------------ | ------ | ------ | ------ | ------ | ------ | ------ | --- |
| Challenge League | 42    | 18      | 6       | 7       | 5       | 20      | 20      | 18           | 4            | 5            | 9            | 13           | 27           | 36     | 10     | 12     | 14     | 33     | 47     | -14 |
| Coppa Svizzera   | -     | 1       | 0       | 1       | 0       | 1       | 1       | 2            | 2            | 0            | 0            | 4            | 0            | 3      | 2      | 1      | 0      | 5      | 1      | +4  |
| Totale           | 42    | 19      | 6       | 8       | 5       | 21      | 21      | 20           | 6            | 5            | 9            | 17           | 27           | 39     | 12     | 13     | 14     | 38     | 48     | -10 |

### Andamento in campionato
| Giornata  | 1 | 2 | 3 | 4 | 5 | 6 | 7 | 8 | 9 | 10 | 11 | 12 | 13 | 14 | 15 | 16 | 17 | 18 | 19 | 20 | 21 | 22 | 23 | 24 | 25 | 26 | 27 | 28 | 29 | 30 | 31 | 32 | 33 | 34 | 35 | 36 |
| --------- | - | - | - | - | - | - | - | - | - | -- | -- | -- | -- | -- | -- | -- | -- | -- | -- | -- | -- | -- | -- | -- | -- | -- | -- | -- | -- | -- | -- | -- | -- | -- | -- | -- |
| Luogo     | C | T | C | C | T | T | C | C | T | T  | C  | T  | C  | T  | T  | C  | T  | C  | T  | C  | T  | C  | T  | C  | T  | C  | T  | C  | T  | C  | C  | T  | T  | C  | T  | C  |
| Risultato | V | P | V | V | N | V | V | N | N | P  | V  | P  | N  | V  | V  | P  | N  | P  | P  | N  | N  | N  | P  | V  | P  | P  | N  | N  | P  | P  | N  | P  | V  | N  | P  | P  |
| Posizione | 3 | 6 | 6 | 2 | 2 | 2 | 1 | 1 | 1 | 1  | 1  | 4  | 3  | 2  | 2  | 2  | 2  | 4  | 4  | 4  | 5  | 4  | 5  | 4  | 5  | 5  | 5  | 5  | 5  | 5  | 5  | 5  | 5  | 5  | 5  | 5  |

Legenda:

Luogo: C = Casa; T = Trasferta. Risultato: V = Vittoria; N = Pareggio; P = Sconfitta.

### Statistiche dei giocatori
| Giocatore            | Challenge League | Challenge League | Challenge League | Challenge League | Coppa Svizzera | Coppa Svizzera | Coppa Svizzera | Coppa Svizzera | Totale   | Totale | Totale      | Totale     |
| Giocatore            | Presenze         | Reti             | Ammonizioni      | Espulsioni       | Presenze       | Reti           | Ammonizioni    | Espulsioni     | Presenze | Reti   | Ammonizioni | Espulsioni |
| -------------------- | ---------------- | ---------------- | ---------------- | ---------------- | -------------- | -------------- | -------------- | -------------- | -------- | ------ | ----------- | ---------- |
| I. Audino            | 34               | 4                | 8                | 0                | 3              | 0              | 1              | 0              | 37       | 4      | 9           | 0          |
| I. Beka              | 6                | 0                | 2                | 0                | 1              | 0              | 1              | 0              | 7        | 0      | 3           | 0          |
| M. Breitenmoser      | 33               | 2                | 4                | 0                | 3              | 0              | 0              | 0              | 36       | 2      | 4           | 0          |
| G. Chande            | 0                | 0                | 0                | 0                | 0              | 0              | 0              | 0              | 0        | 0      | 0           | 0          |
| S. Cortelezzi        | 33               | 6                | 3                | 0                | 2              | 1              | 0              | 0              | 35       | 7      | 3           | 0          |
| L. Đorđević          | 0                | 0                | 0                | 0                | 0              | 0              | 0              | 0              | 0        | 0      | 0           | 0          |
| Z. Zé Eduardo        | 28               | 0                | 7                | 0                | 2              | 0              | 1              | 0              | 30       | 0      | 8           | 0          |
| M. Eugster           | 0                | 0                | 0                | 0                | 0              | 0              | 0              | 0              | 0        | 0      | 0           | 0          |
| G. Gabriel           | 0                | 0                | 0                | 0                | 0              | 0              | 0              | 0              | 0        | 0      | 0           | 0          |
| C. Gasser            | 17               | 0                | 0                | 0                | 1              | 0              | 0              | 0              | 18       | 0      | 0           | 0          |
| M. Gonçalves         | 31               | 0                | 8                | 0                | 3              | 0              | 1              | 0              | 34       | 0      | 9           | 0          |
| E. Gülünay           | 0                | 0                | 0                | 0                | 0              | 0              | 0              | 0              | 0        | 0      | 0           | 0          |
| N. Havenaar          | 27               | 2                | 3                | 0                | 3              | 0              | 0              | 0              | 30       | 2      | 3           | 0          |
| N. Hefti             | 27               | 2                | 2                | 0                | 3              | 1              | 0              | 0              | 30       | 3      | 2           | 0          |
| K. Herrmann          | 6                | 0                | 0                | 0                | 0              | 0              | 0              | 0              | 6        | 0      | 0           | 0          |
| N. Herter            | 1                | 0                | 0                | 0                | 0              | 0              | 0              | 0              | 1        | 0      | 0           | 0          |
| R. Hoxha             | 5                | 0                | 0                | 0                | 0              | 0              | 0              | 0              | 5        | 0      | 0           | 0          |
| Ž. Kostadinović      | 36               | 0                | 4                | 0                | 3              | 0              | 0              | 0              | 39       | 0      | 4           | 0          |
| E. Latifi            | 18               | 0                | 7                | 0                | 2              | 0              | 1              | 0              | 20       | 0      | 8           | 0          |
| S. Lombardi          | 31               | 1                | 4                | 0                | 3              | 1              | 0              | 0              | 34       | 2      | 4           | 0          |
| F. Rahimi            | 34               | 1                | 9                | 0                | 3              | 0              | 1              | 0              | 37       | 1      | 10          | 0          |
| A. Savic             | 25               | 2                | 4                | 0                | 2              | 1              | 1              | 0              | 27       | 3      | 5           | 0          |
| D. Schmid            | 17               | 1                | 0                | 0                | 0              | 0              | 0              | 0              | 17       | 1      | 0           | 0          |
| E. Scholz            | 11               | 1                | 1                | 0                | 0              | 0              | 0              | 0              | 11       | 1      | 1           | 0          |
| K. Schällibaum       | 25               | 0                | 1                | 0                | 2              | 0              | 0              | 0              | 27       | 0      | 1           | 0          |
| S. Schäppi           | 22               | 2                | 3                | 0                | 2              | 0              | 1              | 0              | 24       | 2      | 4           | 0          |
| A. Sejdija           | 5                | 0                | 0                | 0                | 0              | 0              | 0              | 0              | 5        | 0      | 0           | 0          |
| C. Silvio            | 25               | 5                | 3                | 0                | 3              | 1              | 1              | 0              | 28       | 6      | 4           | 0          |
| N. von Niederhäusern | 34               | 2                | 6                | 1                | 2              | 0              | 0              | 0              | 36       | 2      | 6           | 1          |